# Чемпіонат України з футболу серед аматорів 2009
Чемпіонат України з футболу серед аматорів 2009 — 13-ий чемпіонат України серед аматорів. Розпочався 29 квітня 2009 року, а завершився 3 жовтня 2009 року перемогою 2:1 «Єдності-2» з села Плиски над миколаївським «Торпедо».

## Учасники
В чемпіонаті взяли участь 18 команд, розбитих на 4 групи.
| 1 група | 2 група | 3 група                                                                                                 | 4 група                                                                                      |
| --- | --- | --- | -------------------------------------------------------------------------------------------- |
| 1. «Верест-ІНАПІК» (Дунаївці) 2. «Збруч-Агро» (Волочиськ) 3. «Княгинин» (с.Підгайчики) 4. ФК «Лужани» (смт Лужани) 5. «Скала» (Стрий) | 1. «Горизонт» (Козятин) 2. «Єдність-2» (с.Плиски) 3. «Зеніт» (Боярка) 4. «Ірпінь» (с.Гореничі) 5. ОДЕК (Оржів) | 1. «Бастіон-2» (Іллічівськ) 2. «Мир» (с.Горностаївка) 3. «Олімпік» (Кіровоград) 4. «Торпедо» (Миколаїв) | 1. «КНТЕУ» (Київ) 2. «Локомотив» (Куп'янськ) 3. «Словхліб» (Слов'янськ) 4. «Ходак» (Черкаси) |

Команда «Горизонт» з фінансових причин відмовилася від участі в чемпіонаті.

## Груповий етап

### Група 1
| # | Команда                    | 1   | 2   | 3   | 4   | 5   | І | В | Н | П | М     | О  |
| - | -------------------------- | --- | --- | --- | --- | --- | - | - | - | - | ----- | -- |
| 1 | «Збруч-Агро» (Волочиськ)   |     | 1:0 | 2:0 | 3:2 | 4:2 | 8 | 7 | 1 | 0 | 16−4  | 22 |
| 2 | ФК «Лужани»                | 0:0 |     | 1:1 | 5:0 | 6:0 | 8 | 4 | 3 | 1 | 18−4  | 15 |
| 3 | «Княгинин» (Підгайчики)    | 0:1 | 1:1 |     | 4:3 | 4:0 | 8 | 4 | 2 | 2 | 15−9  | 14 |
| 4 | «Скала» (Стрий)            | 0:3 | 1:4 | 1:2 |     | 3:0 | 8 | 1 | 1 | 6 | 12−23 | 4  |
| 5 | «Верест-ІНАПІК» (Дунаївці) | 0:2 | 0:1 | 0:3 | 2:2 |     | 8 | 0 | 1 | 7 | 4−25  | 1  |

Найкращі бомбардири:
- Ігор Козелко («Збруч-Агро») — 5
- Михайло Марук («Княгинин») — 5
- Степан Маковійчук (ФК «Лужани») — 5 (2)

### Група 2
| # | Команда              | 1   | 2   | 3   | 4   | 5 | І | В | Н | П | М    | О  |
| - | -------------------- | --- | --- | --- | --- | - | - | - | - | - | ---- | -- |
| 1 | «Єдність-2» (Плиски) |     | 2:1 | 3:0 | 5:1 | — | 6 | 5 | 0 | 1 | 15−5 | 15 |
| 2 | «Ірпінь» (Гореничі)  | 2:1 |     | 3:2 | 4:1 | — | 6 | 4 | 1 | 1 | 11−6 | 13 |
| 3 | ОДЕК (Оржів)         | 0:1 | 0:0 |     | 3:1 | — | 6 | 1 | 2 | 3 | 5−8  | 5  |
| 4 | «Зеніт» (Боярка)     | 1:3 | 0:1 | 0:0 |     | — | 6 | 0 | 1 | 5 | 4−16 | 1  |
| 5 | «Горизонт» (Козятин) | —   | —   | —   | —   |   | — | — | — | — | —    | —  |

Команда «Горизонт» з фінансових причин відмовилася від участі в чемпіонаті.
Найкращий бомбардир: Сергій Коновалов («Ірпінь») — 4.

### Група 3
| # | Команда                  | 1   | 2   | 3   | 4   | І | В | Н | П | М     | О  |
| - | ------------------------ | --- | --- | --- | --- | - | - | - | - | ----- | -- |
| 1 | «Мир» (Горностаївка)     |     | 2:0 | 4:2 | 2:0 | 6 | 4 | 1 | 1 | 14−6  | 13 |
| 2 | «Торпедо» (Миколаїв)     | 1:1 |     | 3:1 | 1:0 | 6 | 4 | 1 | 1 | 10−6  | 13 |
| 3 | «Бастіон-2» (Іллічівськ) | 2:1 | 0:2 |     | 4:0 | 6 | 3 | 0 | 3 | 10−10 | 9  |
| 4 | «Олімпік» (Кіровоград)   | 1:4 | 2:3 | 0:1 |     | 6 | 0 | 0 | 6 | 3−15  | 0  |

Найкращі бомбардири:
- Сергій Жигалов («Мир») — 7
- Доценко Іван («Мир») — 4(1)
- Іраклі Бурджанадзе («Бастіон-2») — 4(2)

### Група 4
| # | Команда                 | 1   | 2   | 3   | 4   | І | В | Н | П | М   | О  |
| - | ----------------------- | --- | --- | --- | --- | - | - | - | - | --- | -- |
| 1 | «Словхліб» (Слов'янськ) |     | 3:1 | 1:0 | 1:0 | 6 | 4 | 0 | 2 | 8−5 | 12 |
| 2 | «Локомотив» (Куп'янськ) | 2:1 |     | 1:0 | 2:1 | 6 | 3 | 1 | 2 | 7−7 | 10 |
| 3 | «КНТЕУ» (Київ)          | 2:1 | 1:1 |     | 1:0 | 6 | 2 | 1 | 3 | 4−6 | 7  |
| 4 | «Ходак» (Черкаси)       | 0:1 | 1:0 | 2:0 |     | 6 | 2 | 0 | 4 | 4−5 | 6  |

Найкращий бомбардир: Олександр Циб («Локомотив») — 3.

## Фінальний етап

### Група А
Матчі проходили в Очакові Миколаївської області в період з 11 по 15 вересня 2009 року.
| # | Клуб                     | ТОР | ІРП | ЗБР | ЛУЖ | І | В | Н | П | М     | О |
| - | ------------------------ | --- | --- | --- | --- | - | - | - | - | ----- | - |
| 1 | «Торпедо» (Миколаїв)     |     | 2:0 | 4:0 |     | 3 | 3 | 0 | 0 | 8 - 0 | 9 |
| 2 | «Ірпінь» (с.Гореничі)    |     |     | 2:0 | 1:1 | 3 | 1 | 1 | 1 | 3 - 5 | 4 |
| 3 | «Збруч-Агро» (Волочиськ) |     |     |     | 2:0 | 3 | 1 | 0 | 2 | 2 - 6 | 3 |
| 4 | ФК «Лужани» (смт Лужани) | 0:2 |     |     |     | 3 | 0 | 1 | 2 | 1 - 5 | 1 |

Найкращий бомбардир: Роман Тормозов («Торпедо») — 5.

### Група Б
Матчі проходили в Слов'янську Донецької області в період з 17 по 20 вересня 2009 року.
| # | Клуб                     | ЄДН | СЛО | ЛОК | БАС | І | В | Н | П | М     | О |
| - | ------------------------ | --- | --- | --- | --- | - | - | - | - | ----- | - |
| 1 | «Єдність-2» (с.Плиски)   |     | 1:1 |     |     | 3 | 2 | 1 | 0 | 5 - 2 | 7 |
| 2 | «Словхліб» (Слов'янськ)  |     |     | 1:0 | 2:1 | 3 | 2 | 1 | 0 | 4 - 2 | 7 |
| 3 | «Локомотив» (Куп'янськ)  | 1:2 |     |     |     | 3 | 1 | 0 | 2 | 2 - 3 | 3 |
| 4 | «Бастіон-2» (Іллічівськ) | 0:2 |     | 0:1 |     | 3 | 0 | 0 | 3 | 1 - 5 | 0 |

Найкращий бомбардир: Яків Кріпак («Словхліб») — 2.
|  | — Фіналісти. |  | — Бронзові призери. |

Дві перші команди з кожної групи отримали право в наступному сезоні виступати в професіональній Другій лізі чемпіонату України.

## Фінал
| 3 жовтня 2009 р. 15:00 +17 °C |

| «Єдність-2» (с.Плиски) | 2:1      | «Торпедо» (Миколаїв) |
| ---------------------- | -------- | -------------------- |
| Тарикін 60', 69'       | протокол | Тормозов 33'         |

| Умань, «Іллічівець» Глядачів: 1 000 Арбітр: Анатолій Абдула (Харків) |

| Чемпіон України з футболу серед аматорів 2009 |
| --------------------------------------------- |
| «Єдність-2» (с.Плиски) Вперше                 |

## Найкращі бомбардири
|    | Гравець             | Клуб                     | Ігри | Голи |
| -- | ------------------- | ------------------------ | ---- | ---- |
| 1  | Сергій Жигалов      | «Мир» (Горностаївка)     | 6    | 7    |
| 2  | Роман Тормозов      | «Торпедо» (Миколаїв)     | 5    | 6    |
| 3  | Ігор Козелко        | «Збруч-Агро» (Волочиськ) | 4    | 5    |
| 4  | Михайло Марук       | «Княгинин» (Підгайчики)  | 7    | 5    |
| 4  | Степан Маковійчук   | ФК «Лужани»              | 7    | 5    |
| 6  | Вадим Тарикін       | «Єдність-2» (Плиски)     | 9    | 5    |
| 7  | Сергій Коновалов    | «Ірпінь» (с.Гореничі)    | 4    | 4    |
| 8  | Іван Доценко        | «Мир» (Горностаївка)     | 5    | 4    |
| 9  | Іраклі Бурджанадзе  | «Бастіон-2» (Іллічівськ) | 6    | 4    |
| 10 | Сергій Гранковський | «Торпедо» (Миколаїв)     | 10   | 4    |